# Етрел сир Об
Етрел сир Об (фр. Etrelles-sur-Aube) насеље је и општина у североисточној Француској у региону Шампањ-Арден, у департману Об која припада префектури Ножан сир Сен.
По подацима из 2011. године у општини је живело 147 становника, а густина насељености је износила 14,09 становника/km². Општина се простире на површини од 10,43 km². Налази се на средњој надморској висини од 78 метара.

## Демографија
| 1962. | 1968. | 1975. | 1982. | 1990. | 1999. | 2011. |
| ----- | ----- | ----- | ----- | ----- | ----- | ----- |
| 118   | 140   | 127   | 147   | 132   | 125   | 147   |

График промене броја становника у току последњих година